# Melinka
Melinka (du russe милочка: «Petite chérie») est une localité du sud du Chili située sur l'île Ascensión dans l'archipel de las Guaitecas.
Administrativement elle est incluse dans la  province d'Aysén, (Région d'Aysén del General Carlos Ibáñez del Campo). C'est la capitale de la commune de Guaitecas depuis 1979. 
Melinka comptait 1411 habitants en 2002.